# دانيال ماينارد بورغس
دانيال ماينارد بورغس (بالإنجليزية: Daniel Maynard Burgess)‏ هو مستكشف أمريكي، ولد في 21 ديسمبر 1828، وتوفي في 1911.